# Frank Wilson (regista)
Frank Wilson (Norfolk, 3 marzo 1873 – 31 ottobre 1952) è stato un regista cinematografico, attore e cantante britannico che iniziò la sua carriera artistica come cantante di operetta; in seguito passò al cinema, lavorando per la casa di produzione Hepworth, dirigendo oltre 270 film, recitandone in quasi quaranta e scrivendo una ventina di sceneggiature.

## Filmografia

### Regista

#### 1907
- The Pneumatic Policeman – cortometraggio (1907)

#### 1909
- The Dog and the Bone – cortometraggio (1909)
- Two Bad Boys, regia di Frank Wilson – cortometraggio (1909)

#### 1910
- Let Sleeping Dogs Lie – cortometraggio (1910)
- The Postman – cortometraggio (1910)
- Cocksure's Clever Ruse – cortometraggio (1910)
- The Man Who Thought He Was Poisoned – cortometraggio (1910)
- A Funny Story – cortometraggio (1910)
- A Mother's Gratitude – cortometraggio (1910)
- Mr. Mugwump and the Baby – cortometraggio (1910)
- Mr. Mugwump's Hired Suit – cortometraggio (1910)
- The Plumber – cortometraggio (1910)
- Mr. Mugwump's Jealousy – cortometraggio (1910)
- Mr. Mugwump Takes Home the Washing – cortometraggio (1910)
- Mr. Mugwump's Banknotes – cortometraggio (1910)
- A Real Live Teddy Bear – cortometraggio (1910)
- The Laundryman's Mistake – cortometraggio (1910)
- Two Perfect Gents – cortometraggio (1910)
- When Uncle Took Clarence for a Walk – cortometraggio (1910)
- A Lunatic Expected – cortometraggio (1910)
- Cupid's Message Goes Astray – cortometraggio (1910)
- Jones Tests his Wife's Courage – cortometraggio (1910)
- Tracking a Treacle Tin – cortometraggio (1910)

#### 1911
- Stickphast – cortometraggio  (1911)
- For the Sake of the Little Ones at Home – cortometraggio (1911)
- Neighbouring Flats – cortometraggio (1911)
- A Present from India – cortometraggio (1911)
- The Constable's Confusion – cortometraggio (1911)
- Mr. Mugwump's Clock – cortometraggio (1911)
- A Hopeless Passion – cortometraggio (1911)
- Fitznoodle's Wooing – cortometraggio (1911)
- Uncle Buys Clarence a Balloon – cortometraggio (1911)
- When Father Put Up the Bedstead – cortometraggio (1911)
- Mugwump's Paying Guest – cortometraggio (1911)
- Right of Way – cortometraggio (1911)
- A Touch of Hydrophobia – cortometraggio (1911)
- Foozle Takes Up Golf – cortometraggio (1911)
- Too Keen a Sense of Humour – cortometraggio (1911)
- An Unruly Charge – cortometraggio (1911)
- The Borrowed Baby – cortometraggio (1911)
- An Enthusiastic Photographer – cortometraggio (1911)
- An Unromantic Wife – cortometraggio (1911)
- When Hubby Wasn't Well – cortometraggio (1911)
- The Veteran's Pension – cortometraggio (1911)
- The Baby Show – cortometraggio (1911)
- In Love with an Actress – cortometraggio (1911)
- Physical Culture – cortometraggio (1911)
- The Heat Wave – cortometraggio (1911)
- Oh Scissors! – cortometraggio (1911)
- The Scarecrow – cortometraggio (1911)
- The Scoutmaster's Motto – cortometraggio (1911)
- Cigars or Nuts – cortometraggio (1911)
- The Fly's Revenge – cortometraggio (1911)
- Kind Hearted Percival – cortometraggio (1911)
- The Lunatic at Liberty – cortometraggio (1911)
- Hidden Treasure – cortometraggio (1911)
- The Persistent Poet – cortometraggio (1911)
- The Stolen Pups – cortometraggio (1911)
- A Contagious Disease – cortometraggio (1911)
- He Did Admire His Boots – cortometraggio (1911)
- A Hustled Wedding – cortometraggio (1911)
- Taking Uncle for a Ride – cortometraggio (1911)
- Three Boys and a Baby – cortometraggio (1911)

#### 1912
- Overcharged – cortometraggio (1912)
- Billiards Mad – cortometraggio (1912)
- Harold Prevents a Crime – cortometraggio (1912)
- The Umbrella They Could Not Lose – cortometraggio (1912)
- Tilly and the Dogs – cortometraggio (1912)
- A Pair of Bags – cortometraggio (1912)
- A Detective for a Day – cortometraggio (1912)
- Taking Father's Dinner – cortometraggio (1912)
- When Jones Lost His Latchkey – cortometraggio (1912)
- A Present for Her Husband – cortometraggio (1912)
- The Coiner's Den – cortometraggio (1912)
- He Wanted to Propose, But - – cortometraggio (1912)
- The Lunatic and the Bomb – cortometraggio (1912)
- Tilly Works for a Living – cortometraggio (1912)
- Tommy and the Whooping Cough (1912)
- Lost in the Woods – cortometraggio (1912)
- The Robbery at Old Burnside Bank – cortometraggio (1912)
- In Wolf's Clothing – cortometraggio (1912)
- The Indian Woman's Pluck – cortometraggio (1912)
- Wonkey's Wager – cortometraggio (1912)
- A Man of Mystery – cortometraggio (1912)
- A Good Tonic – cortometraggio (1912)
- Grandfather's Old Boots – cortometraggio (1912)
- Ruth – cortometraggio (1912)
- Paid with Interest – cortometraggio (1912)
- Love in a Laundry – cortometraggio (1912)
- A Wife for a Day – cortometraggio (1912)
- Bungling Burglars – cortometraggio (1912)
- Then He Did Laugh, But – cortometraggio (1912)
- Mary's Policeman – cortometraggio (1912)
- Bertie's Book of Magic – cortometraggio (1912)
- Hubby Goes to the Races – cortometraggio (1912)
- The Prima Donna's Dupes – cortometraggio (1912)
- A Case of Burglars – cortometraggio (1912)
- Cook's Bid for Fame – cortometraggio (1912)
- The Stolen Picture – cortometraggio (1912)
- A New Aladdin – cortometraggio (1912)
- A Disciple of Darwin – cortometraggio (1912)
- A Little Gold Mine – cortometraggio (1912)
- Percy Loses a Shilling – cortometraggio (1912)
- Mr. Poorluck's as an Amateur Dectective – cortometraggio (1912)

#### 1913
- The Jewel Thieves Outwitted – cortometraggio (1913)
- The Badness of Burglar Bill – cortometraggio (1913)
- A Sticky Affair – cortometraggio (1913)
- Three of Them – cortometraggio (1913)
- Winning His Stripes – cortometraggio (1913)
- Pass It On – cortometraggio (1913)
- The Prodigal's Return – cortometraggio (1913)
- The Law in Their Own Hands – cortometraggio (1913)
- Little Billie and the Bellows – cortometraggio (1913)
- Father's Little Flutter – cortometraggio (1913)
- Monty's Mistake – cortometraggio (1913)
- Held for Ransom – cortometraggio (1913)
- The House That Jerry Built – cortometraggio (1913)
- His Evil Genius – cortometraggio (1913)
- And He Had a Little Gun – cortometraggio (1913)
- Haunted by His Mother-In-Law – cortometraggio (1913)
- Mr. Poorluck, Journalist – cortometraggio (1913)
- Professor Longhead's Burgler Trap – cortometraggio (1913)
- Puzzled – cortometraggio (1913)
- Mr. Poorluck Repairs His House – cortometraggio (1913)
- Tilly's Breaking-Up Party – cortometraggio (1913)
- Always Gay – cortometraggio (1913)
- A Herring on the Trail – cortometraggio (1913)
- Mr. Poorluck's I.O.U.'s – cortometraggio (1913)
- Will Evans Harnessing a Horse – cortometraggio (1913)
- Her Little Pet – cortometraggio (1913)
- The Dogs and the Desperado – cortometraggio (1913)
- The Inevitable – cortometraggio (1913)
- Dr. Trimball's Verdict – cortometraggio (1913)
- Father Takes the Baby Out – cortometraggio (1913)
- Then He Juggled – cortometraggio (1913)
- Whistling William – cortometraggio (1913)
- A Little Widow Is a Dangerous Thing – cortometraggio (1913)
- The Missioner's Plight – cortometraggio (1913)
- The Vicar of Wakefield  (1913)
- A Midnight Adventure – cortometraggio (1913)
- A Cigarette-Maker's Romance – cortometraggio (1913)
- The Camera Fiend – cortometraggio (1913)
- More Than He Bargained For – cortometraggio (1913)
- Retribution – cortometraggio (1913)
- How Is It Done? – cortometraggio (1913)
- Shadows of a Great City (1913)
- Poorluck as a Messenger Boy – cortometraggio (1913)
- Where There's a Swill There's a Sway – cortometraggio (1913)
- A Midnight Adventure – cortometraggio (1913)
- The Broken Sixpence – cortometraggio (1913)
- A Silent Witness – cortometraggio (1913)
- A Throw of the Dice – cortometraggio (1913)
- No Flies on Cis – cortometraggio (1913)
- Not as Rehearsed – cortometraggio (1913)
- The Tango – cortometraggio (1913)

#### 1914
- Justice (1914)
- The Importance of Being Another Man's Wife – cortometraggio (1914)
- Poorluck Minds the Shop – cortometraggio (1914)
- The Whirr of the Spinning Wheel – cortometraggio (1914)
- A Friend in Need – cortometraggio (1914)
- How Billy Kept His Word – cortometraggio (1914)
- The Night Bell – cortometraggio (1914)
- What the Firelight Showed – cortometraggio (1914)
- Fair Game – cortometraggio (1914)
- The Gardener's Hose – cortometraggio (1914)
- The Heart of Midlothian (1914)
- The Great Poison Mystery – cortometraggio (1914)
- The Breaking Point – cortometraggio (1914)
- Creatures of Clay – cortometraggio (1914)
- The Cry of the Captive – cortometraggio (1914)
- The Guest of the Evening – cortometraggio (1914)
- Dr. Fenton's Ordeal – cortometraggio (1914)
- The Grip of Ambition – cortometraggio (1914)
- The Terror of the Air – cortometraggio (1914)
- The Schemers: or, The Jewels of Hate – cortometraggio (1914)
- The Hunchback – cortometraggio (1914)
- Lucky Jim – cortometraggio (1914)
- Simpkins Gets a War Scare – cortometraggio (1914)
- The Bronze Idol – cortometraggio (1914)
- So Much Good in the Worst of Us – cortometraggio (1914)
- In the Shadow of Big Ben – cortometraggio (1914)
- The Unseen Witness – cortometraggio (1914)
- The Bridge Destroyer – cortometraggio (1914)
- The Brothers – cortometraggio (1914)
- The Pet of the Regiment – cortometraggio (1914)
- John Linworth's Atonement – cortometraggio (1914)
- The Man from India – cortometraggio (1914)
- The Lie – cortometraggio (1914)
- Despised and Rejected – cortometraggio (1914)
- Life's Dark Road – cortometraggio (1914)
- Tommy's Money Scheme – cortometraggio (1914)

#### 1915
- A Lancashire Lass – cortometraggio (1915)
- The Painted Lady Betty – cortometraggio (1915)
- Coward! – cortometraggio (1915)
- The Man with the Scar – cortometraggio (1915)
- The Shepherd of Souls – cortometraggio (1915)
- The Confession – cortometraggio (1915)
- Schoolgirl Rebels – cortometraggio (1915)
- Spies – cortometraggio (1915)
- Tilly and the Nut – cortometraggio (1915)
- All the World's a Stage – cortometraggio (1915)
- Marmaduke and His Angel – cortometraggio (1915)
- One Good Turn – cortometraggio (1915)
- They're All After Flo – cortometraggio (1915)
- A Call from the Past – cortometraggio (1915)
- The Smallest Worm – cortometraggio (1915)
- Who Stole Pa's Purse? – cortometraggio (1915)
- A Child of the Sea – cortometraggio (1915)
- Love Me Little, Love Me Long – cortometraggio (1915)
- Oh Wifey Will Be Pleased! – cortometraggio (1915)
- Phyllis and the Foreigner – cortometraggio (1915)
- Behind the Curtain – cortometraggio (1915)
- The Incorruptible Crown – cortometraggio (1915)
- Something Like a Bag – cortometraggio (1915)
- What's Yours Is Mine – cortometraggio (1915)
- Miss Deceit – cortometraggio (1915)
- The Second String – cortometraggio (1915)
- The Sweater – cortometraggio (1915)
- Her Boy (1915)
- Wife the Weaker Vessel – cortometraggio (1915)
- As the Sun Went Down – cortometraggio (1915)
- The Nightbirds of London (1915)
- The White Hope (1915)
- The Recalling of John Grey – cortometraggio (1915)

#### 1916
- The Man at the Wheel – cortometraggio (1916)
- A Deal with the Devil – cortometraggio (1916)
- I Do Like a Joke – cortometraggio (1916)
- Miggles' Maid – cortometraggio (1916)
- Who's Your Friend? – cortometraggio (1916)
- 'Orace's Ordeal – cortometraggio (1916)
- Face to Face – cortometraggio (1916)
- A Bunch of Violets (1916)
- The White Boys (1916)
- Partners – cortometraggio (1916)
- The Grand Babylon Hotel (1916)
- Tubby's Rest Cure – cortometraggio (1916)
- Tubby's Spanish Girls – cortometraggio (1916)
- Tubby's Bungle-Oh! – cortometraggio (1916)
- Tubby's Good Work – cortometraggio (1916)
- Tubby's Uncle – cortometraggio (1916)
- Tubby's Dugout – cortometraggio (1916)
- Tubby's River Trip – cortometraggio (1916)
- Tubby's Tip – cortometraggio (1916)
- Tubby's Typewriter – cortometraggio  (1916)
- Tubby and the Clutching Hand – cortometraggio  (1916)
- The House of Fortescue (1916)
- Exploits of Tubby – cortometraggio (1916)

#### 1917
- Her Marriage Lines (1917)
- The Man Behind 'The Times' (1917)
- The House Opposite, co-regia di Walter West (1917)
- The Eternal Triangle (1917)
- The Countess of Summacount – cortometraggio (1917)
- Neighbours – cortometraggio (1917)
- Lollipops and Posies – cortometraggio (1917)
- Carrots (1917)
- A Grain of Sand – cortometraggio (1917)
- Daughter of the Wilds (1917)
- The Joke That Failed (film 1917)The Joke That Failed – cortometraggio (1917)
- A Munition Girl's Romance (1917)
- A Gamble for Love (1917)
- The Ragged Messenger (1917)
- The Blindness of Fortune (1917)
- The Adventures of Dick Dolan – cortometraggio (1917)

### Attore
- The Queen of Hearts, regia di A.E. Coleby – cortometraggio (1923)

### Sceneggiatore
- The Queen of Hearts, regia di A.E. Coleby – cortometraggio (1923)